# Stazione di Berlino-Wilhelmsruh
La stazione di Berlino-Wilhelmsruh (in tedesco Berlin-Wilhelmsruh) è una stazione ferroviaria di Berlino. Sita nel quartiere di Reinickendorf, prende il nome dal limitrofo quartiere di Wilhelmsruh.
È posta sotto tutela monumentale (Denkmalschutz).

## Movimento
La stazione è servita dalle linee S 1 e S 26 della S-Bahn.

## Interscambi
- Fermata autobus